# العلاقات البوتانية الزيمبابوية
العلاقات البوتانية الزيمبابوية هي العلاقات الثنائية التي تجمع بين بوتان وزيمبابوي.

## مقارنة بين البلدين
هذه مقارنة عامة ومرجعية للدولتين:
| وجه المقارنة                                              | بوتان          | زيمبابوي |
| --------------------------------------------------------- | -------------- | --- |
| المساحة (كم2)                                             | 38.39 ألف      | 390.76 ألف |
| عدد السكان (نسمة)                                         | 807.61 ألف     | 16.53 مليون |
| الكثافة السكانية (ن./كم²)                                 | 21.04          | 42.3 |
| العاصمة                                                   | تيمفو          | هراري |
| اللغة الرسمية                                             | لغة دزونكا     | لغة إنجليزية، اللغة الشونا، النديبيلية الشمالية ‏، لغة الشيشيوا، Barwe ‏، Kalanga language ‏، Tshwa language ‏، النداو ‏، اللغة التسونجا، لغة الإشارة الزيمبابوية ‏، اللغة السوتية، تونغا ‏، اللغة التسوانية، اللغة الفيندية، اللغة الكوسية |
| العملة                                                    | نغولترم بوتاني | دولار أمريكي |
| الناتج المحلي الإجمالي (بليون دولار)                      | 2.51 مليار     | 17.85 مليار |
| الناتج المحلي الإجمالي (تعادل القوة الشرائية) بليون دولار | 6.49 مليار     | 27.88 مليار |
| الناتج المحلي الإجمالي الاسمي للفرد دولار أمريكي          | 2.66 ألف       | 924 |
| الناتج المحلي الإجمالي للفرد دولار أمريكي                 | 7.82 ألف       | 1.79 ألف |
| مؤشر التنمية البشرية                                      | 0.605          | 0.509 |
| رمز المكالمات الدولي                                      | +975           | +263 |
| رمز الإنترنت                                              | .bt            | .zw |
| المنطقة الزمنية                                           | ت ع م+06:00    | ت ع م+02:00 |

## منظمات دولية مشتركة
يشترك البلدان في عضوية مجموعة من المنظمات الدولية، منها:
| علم المنظمة | اسم المنظمة                        | تاريخ انضمام بوتان | تاريخ انضمام زيمبابوي |
| ----------- | ---------------------------------- | ------------------ | --------------------- |
|             | مؤسسة التنمية الدولية              | 28 سبتمبر 1981     | 29 سبتمبر 1980        |
|             | الأمم المتحدة                      | 21 سبتمبر 1971     | 25 أغسطس 1980         |
|             | منظمة الشرطة الجنائية الدولية      | ?                  | ?                     |
|             | الاتحاد الدولي للاتصالات           | 15 سبتمبر 1988     | 10 فبراير 1981        |
|             | البنك الدولي للإنشاء والتعمير      | 28 سبتمبر 1981     | 29 سبتمبر 1980        |
|             | الاتحاد البريدي العالمي            | ?                  | ?                     |
|             | منظمة حظر الأسلحة الكيميائية       | ?                  | ?                     |
|             | مؤسسة التمويل الدولية              | 1 ديسمبر 2003      | 29 سبتمبر 1980        |
|             | وكالة ضمان الاستثمار متعدد الأطراف | 21 أكتوبر 2014     | 10 أبريل 1992         |
|             | يونسكو                             | 13 أبريل 1982      | 22 سبتمبر 1980        |

## وصلات خارجية
- موقع وزارة الخارجية البوتانية
- موقع وزارة الخارجية الزيمبابوية